# Eilema directa
Eilema directa là một loài bướm đêm thuộc phân họ Arctiinae, họ Erebidae.